# Klockmannite
La klockmannite est un minéral de la famille des sulfures, et plus précisément un séléniure de cuivre. Il a été nommé en l'honneur du minéralogiste allemand Friedrich Klockmann (en) (1858 – 1937).
Le topotype est la mine Las Asperezas, Sierra de Cacho, Villa Castelli, département de General Lamadrid, province de La Rioja en  Argentine.

## Caractéristiques
La klockmannite est un séléniure de cuivre de formule CuSe. En plus des éléments de sa formule, elle peut contenir des impuretés d'argent. Elle cristallise dans le système hexagonal sous forme d'agrégats granulaires, dont certains avec des grains tabulaires qui peuvent être minces ou épais. Sa dureté sur l'échelle de Mohs est de 2 à 2,5. C'est l'analogue minéral avec le sélénium de la covellite (CuS) et avec le cuivre, de l'achavalite (FeSe), de la fréboldite (CoSe) et la sederholmite (NiSe). Elle est instable dans les conditions de pression et se décompose en umangite et en krutaïte.
Selon la classification de Nickel-Strunz, la klockmannite appartient à "02.CA: Sulfures métalliques, M:S = 1:1 (et similaire), avec Cu" avec les minéraux suivants : covellite, spionkopite, yarrowite, nukundamite et calvertite.

## Formation et gisements
La klockmannite est d'origine hydrothermale et apparaît dans des dépôts riches en cuivre et en tellure. En plus de l'Argentine, elle a également été trouvée en Allemagne, en Australie, en Autriche, en Bolivie, au Canada, en Finlande, en France, au Kazakhstan, au Mexique, en Pologne, en République démocratique du Congo, en Tchéquie, au Royaume-Uni, en Roumanie, en Russie, en Suède, en Suisse, au Chili et en Chine.
Elle est également associée à d'autres minéraux tels que : la clausthalite, l'umangite, l'eucaïrite, la berzélianite, la crookesite et la chalcoménite.